# История Википедии

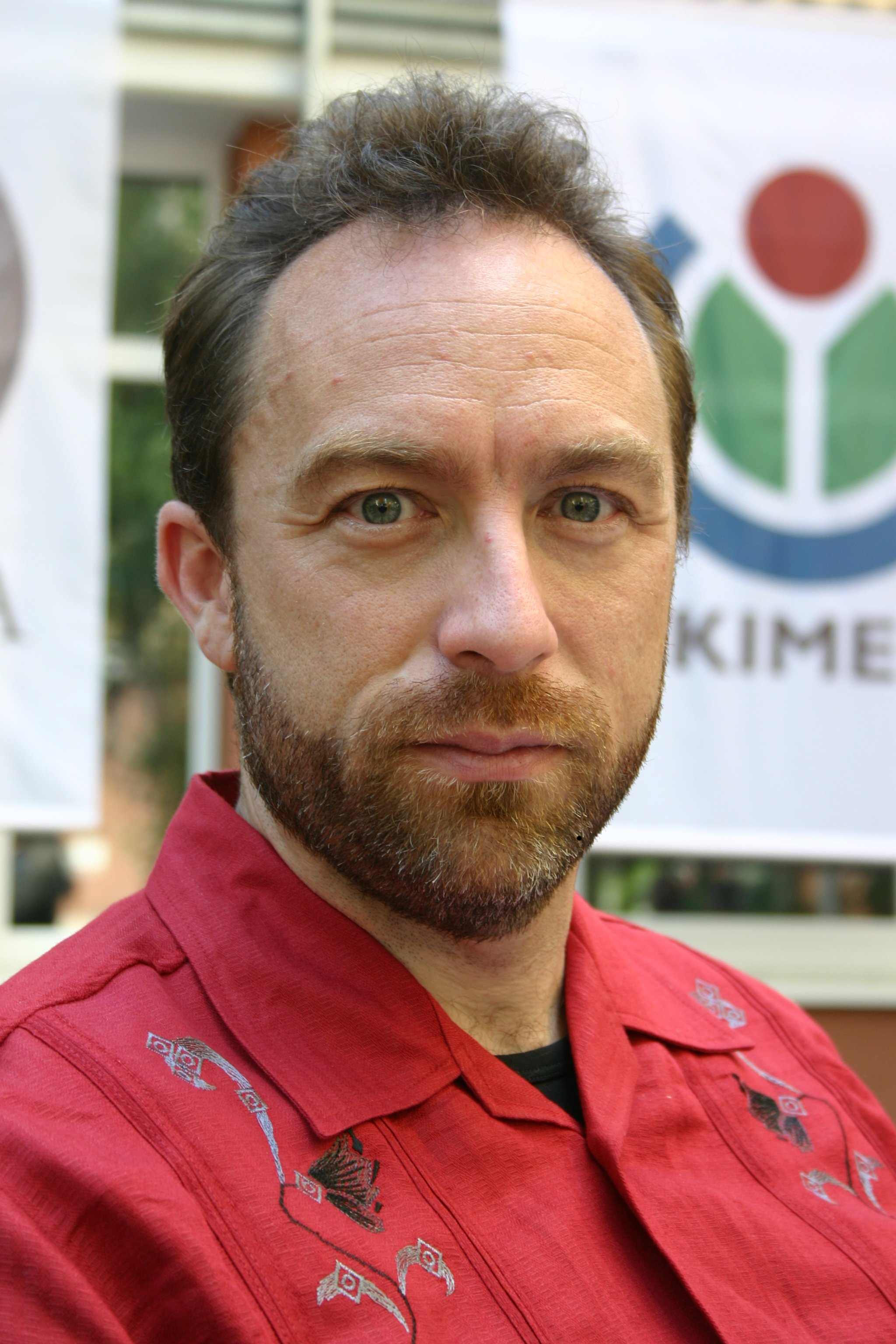
Джимми Уэйлс, основатель Nupedia и лидер Википедии

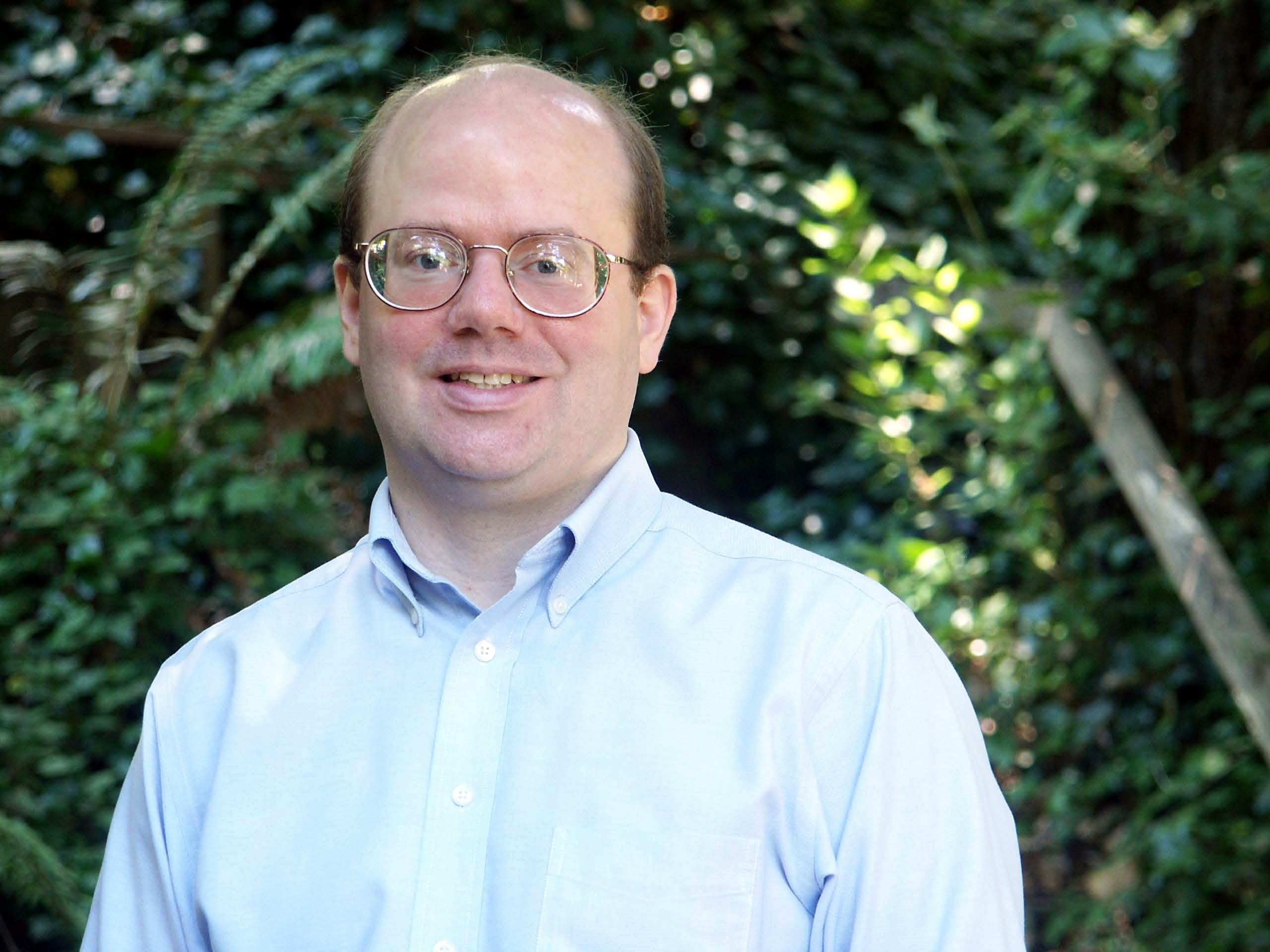
Ларри Сэнгер, бывший главный редактор Nupedia, предложил идею Википедии и многие из её основополагающих правил

Википе́дия — общедоступная многоязычная универсальная интернет-энциклопедия со свободным доступом к созданию и редактированию контента — абсолютно каждый желающий может создать и редактировать свои и чужие тексты, графическую и звуковую информацию.
Википедия была официально открыта 15 января 2001 года. Первоначально она была создана как дополнение к свободной энциклопедии «Nupedia», писавшейся экспертами, в целях создания дополнительного источника черновых статей и идей. Но Википедия быстро обошла Нупедию, став большим международным проектом, концентрирующим вокруг себя множество дополнительных проектов. На февраль 2013 года Википедия содержала более 24 миллионов свободно используемых статей, написанных десятками миллионов её участников. Она является одним из самых популярных веб-сайтов в мире и широко используется в качестве справочника.

## Обзор истории

### Истоки
Идея концентрации всего мирового знания в одном месте восходит ещё к древним Александрийской и Пергамской библиотекам, но современное понимание этой концепции в виде создания и широкого распространения некой универсальной энциклопедии появляется в умах просветителей только во времена Дени Дидро и энциклопедистов XVIII века. А идея использовать некий инструмент для автоматического пополнения энциклопедического контента появляется ещё позже: например, отдельные её элементы можно обнаружить в статье библиотекаря Чарльза Амми Каттера «The Buffalo Public Library in 1983» (Library Journal, 1883), далее — в книге Поля Отле Traité de documentation (1934; Отле также основал учреждение Mundaneum, 1910), в сборнике эссе Герберта Уэллса World Brain (1937) и в футуристическом микрофильме Вэнивара Буша, основанном на понятии Мемекс из статьи «Как мы можем мыслить» (As We May Think, 1945). Этапной вехой в этом ряду также можно назвать «Проект Xanadu» Теда Нельсона (1973).
С развитием всемирной паутины множество людей пытались разработать свой проект интернет-энциклопедии. В 1999 году программист и основатель движения свободного ПО Ричард Столлман обобщил основные принципы «Свободной универсальной энциклопедии», указав «цели, которые должна ставить свободная энциклопедия, какие свободы она должна дать обществу и как можно начать её разрабатывать». Его Фонд свободного программного обеспечения поощряет людей «посещать сайт и вносить в него свой вклад». Одним из малоизвестных предшественников Википедии была Interpedia, которую Роберт МакГенри связывал с ней концептуально.

### Формулирование концепции
Википедия была первоначально задумана как проект-преемник Нупедии, более раннего (а теперь уже несуществующего) проекта, основанного Джимми Уэйлсом для создания общедоступной энциклопедии. Нупедия была основана на привлечении компетентных профессионалов и сложного многошагового процесса равноправной рецензии. Несмотря на список заинтересованных разработчиков и присутствие постоянного главного редактора, Ларри Сэнгера, дипломированного философа, нанятого Уэйлсом, создание содержания шло чрезвычайно медленно: в течение первого года было создано всего 12 статей.
Уэйлс и Сэнгер обсуждали различные способы создавать статьи быстрее. Идея основанного на вики дополнения произошла из разговора между Ларри Сэнгером и Беном Ковитзом. Бен Ковитз, программист и постоянный пользователь вики-движка Уорда Каннингема (the WikiWikiWeb), 2 января 2001 года показал Сэнгеру технологию «вики». В октябре 2001 года Уэйлс заявил, что «у Ларри была идея использовать программное обеспечение Wiki» (позже, в декабре 2005 года, он утверждал, что Джереми Розенфелд, служащий Bomis, представил ему концепцию). Сэнгер считал, что вики будет хорошей платформой, и предложил участникам Нупедии установить вики, основанное на UseModWiki (тогда v. 0.90), как преемник для Nupedia. Это предложение датируют 10 января 2001 года.

### Основание Википедии
Со стороны редакторов и рецензентов Нупедии было значительное сопротивление идее связать её с вики-движком. Сэнгер предложил дать новому проекту своё собственное название — Википедия — и 15 января 2001 года проект под таким названием был запущен на собственном домене wikipedia.com.
Сервер (расположенный в Сан-Диего), используемый для этих проектов, был безвозмездно предоставлен Bomis. Многие теперешние и бывшие служащие Bomis внесли свой вклад в наполнение энциклопедии, в особенности Тим Шелл, соучредитель и в настоящее время главный администратор Bomis, и программист Джейсон Ричи.
Обычно полагают, что первыми изменениями, когда-либо сделанными в Википедии, являются пробные правки Уэйлса. Однако самая старая статья из существующих и поныне — это статья об UuU, созданная 16 января 2001 года в 20:08 UTC.
У проекта появилось много новых сторонников после троекратного упоминания на веб-сайте Slashdot и двух незначительных упоминаний в марте 2001 года. В то же время он получил видный показатель на историю на веб-сайте о создаваемых сообществом технологиях и культуры Kuro5hin 25 июля. Помимо этого, существенный поток посетителей направлялся и с других сайтов, среди которых стоит выделить Google, ежедневно добавлявший сайту сотни новых посетителей. В печати сайт впервые был освещён в «Нью-Йорк Таймс» 20 сентября 2001 года.
Количество статей проекта превысило 1000 12 февраля 2001 года, а 7 сентября перевалило за 10 000. В течение первого года существования Википедии было создано более 20 000 энциклопедических статей — в среднем более 1500 статей в месяц. 30 августа 2002 года количество статей достигло 40 000. Скорость роста более или менее устойчиво увеличивалась с самого запуска проекта, за исключением нескольких замедлений, вызванных программным обеспечением и аппаратурой.

### Интернационализация
Википедия рано в своём развитии начала расширяться интернационально, с созданием новых языковых разделов. Первый домен, зарезервированный для неанглийской Википедии, был deutsche.wikipedia.com (16 марта 2001), за которым через несколько минут появился каталанский; последний в течение приблизительно двух месяцев был единственным со статьями на неанглийском языке. Первые сведения о французской Википедии появились 23 марта, и затем в мае 2001 года это сопровождалось волной новых языковых разделов на китайском, нидерландском, эсперанто, иврите, итальянском, японском, португальском, русском, испанском и шведском языках. К ним скоро присоединились арабский и венгерский. В сентябре 2001 года было объявлено обязательное условие к многоязычности Википедии, включая откат всех главных языков, и учреждения основных стандартов и перевода основных страниц для новых вик. В конце этого года было объявлено о норвежском разделе, сербском и разделе на языке африкаанс.
В январе 2002 года 90 % всех статей Википедии были на английском языке. К январю 2004 года менее 50 % были английскими, и интернационализация продолжала расти. В 2007 приблизительно 75 % всех статей находились в пределах неанглийских разделов Википедии.

### Организация
Проект Википедия рос быстро в ходе своей жизни до настоящего времени на нескольких уровнях. Индивидуальные вики-проекты росли, органически дополняя его новыми статьями; новые вики-проекты были добавлены на английском и других языках, и все новые проекты, копирующие эти методы роста в других связанных областях (новости, цитатники, справочники и так далее), были основаны так же.
Чтобы выполнять это, сама Википедия росла с созданием Фонда Викимедиа, который работал как тело зонтика, и с ростом программного обеспечения и политики, чтобы обращаться к потребностям редакционного сообщества.

## Исторический обзор по годам

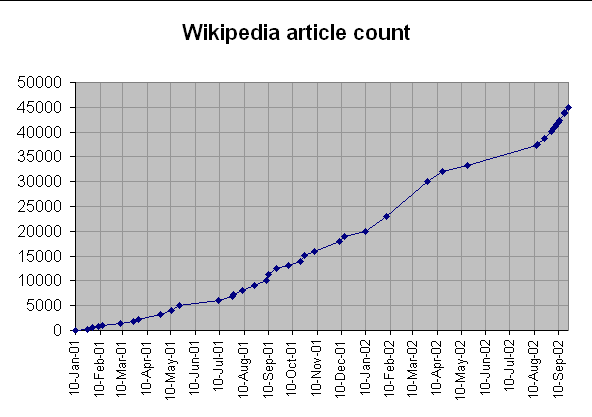
Объём Википедии до сентября 2002 г. (количество статей)

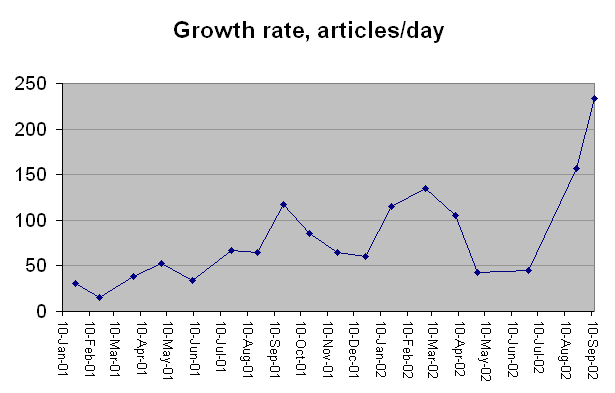
Динамика роста Википедии до сентября 2002 г. (статей в день)

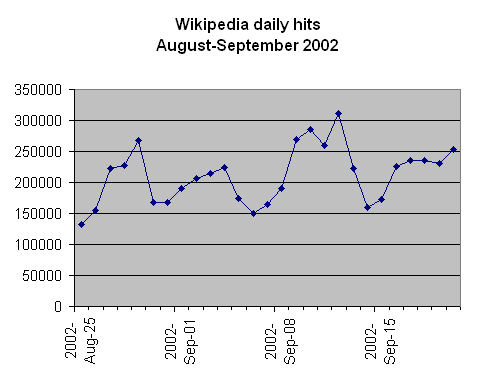
Динамика посещений на август/сентябрь 2002 г.

### 2003
Введены математические формулы, использующие TeX; английская Википедия содержит более 100 000 статей (другая самая большая, немецкая — более 10 000); основан Фонд Викимедиа; Википедия принимает его эмблему мира из мозаики; организована первая встреча википедистов. Основные принципы Арбитражной системы Википедии и комитета (разговорно известной как «Arbcom») развиты в основном Флоренс Девуар, Фрэдом Бодером и в другими ранними ключевыми википедистами.

### 2004
Международное количество статей Википедии продолжает быстро расти, удваиваясь в размере через 12 месяцев, от 500 000 статей к 1 млн (английских было только меньше половины из них) на более чем 100 языках. Серверы размещены от Калифорнии до Флориды; Введены категории и таблицы стилей CSS; происходит первая попытка блокировать Википедию (Китай, июнь 2004 года, продолжительностью в 2 недели). Начинаются официальные выборы правления и Арбитражного комитета. Флоранс Нибар-Девуар — единственный избранный человек, который способствовал ArbCom. Она и другие начинают критиковать проблемы равновесия и сосредоточения, направляют усилия на создание статей в заброшенных областях. Предложены первые формальные проекты, преднамеренно уравновешивающие содержание и стремящиеся к системному уклону, которые являются результатом структуры сообщества Википедии.

### 2005
Многоязычные и подчинённые порталы установлены; сбор средств в первом квартале официально составляет почти $100 000 для модернизаций системы, чтобы обращаться с растущим спросом; Википедия становится самым популярным справочным веб-сайтом в Интернете согласно Hitwise; Китай снова блокирует Википедию (октябрь); английская Википедия содержит более 750 000 статей. Происходит первый скандал, когда известная фигура находит свою осквернённую биографию, которая была незамеченной в течение многих месяцев (Скандал с биографией Сайгенталера). Вслед за этой и другими проблемами, разрабатываются первая политика и системные изменения, чтобы противостоять этим формам злоупотребления. Они включают в себя обновление политики привилегии Checkuser, новую особенность, названную полузащитой, более строгую политику по биографиям живущих людей и маркировки таких статей для более строгого рецензирования и ограничения создания новой статьи только зарегистрированными пользователями.

### 2006
Английская Википедия получает 1½-миллионную статью; «Википедия» становится зарегистрированной торговой маркой Фонда Викимедиа; скандалы вокруг биографий помощников Конгресса вызывают общественное внимание: многократные инциденты, в которых штатные сотрудники конгресса и организатор избирательной кампании пойманы в попытке тайно изменить биографии в Википедии, организатор избирательной кампании уходит в отставку.
Джимми Уэйлс на Викимании-2006 указывает, что Википедия достигла достаточного объёма и призывает акцентировать внимание на качестве, призыв возможно сильнее всего выражен в стремлении к 100 000 особо качественных статей; создана новая привилегия «oversight» (ревизор), позволяющая отмечать определённые версии архивированных страниц с недопустимым содержанием как невидимые. Полузащита против анонимного вандализма, введённая в 2005, оказывается более успешной, чем ожидалось: защищены более 1000 страниц; Википедия признана одним из лучших всемирных брендов этого года.

### 2007
Википедия продолжает расти, приблизительно с 5 млн зарегистрированных участников; все языковые разделы Википедии вместе содержат 1,74 млрд слов в 7,5 млн статей приблизительно на 250 языках; английская Википедия устойчиво пополняется на 1700 статей в день, домен wikipedia.org входит в десятку самых посещаемых в Интернете; Публично запускается Citizendium.
5 ноября 2007 года удалена Википедия на «сибирском языке» — языковой раздел, соответствующий вымышленному сибирскому языку (открыт 1 октября 2006 года).

### 2008
В январе английский раздел Википедии содержит свыше 2 172 800 статей, в которых было сделано более 193 207 500 изменений. Различные вики-проекты во многих областях продолжают расширять и улучшать содержание статей в пределах своих возможностей. В апреле была создана 10-миллионная статья.

### 2010

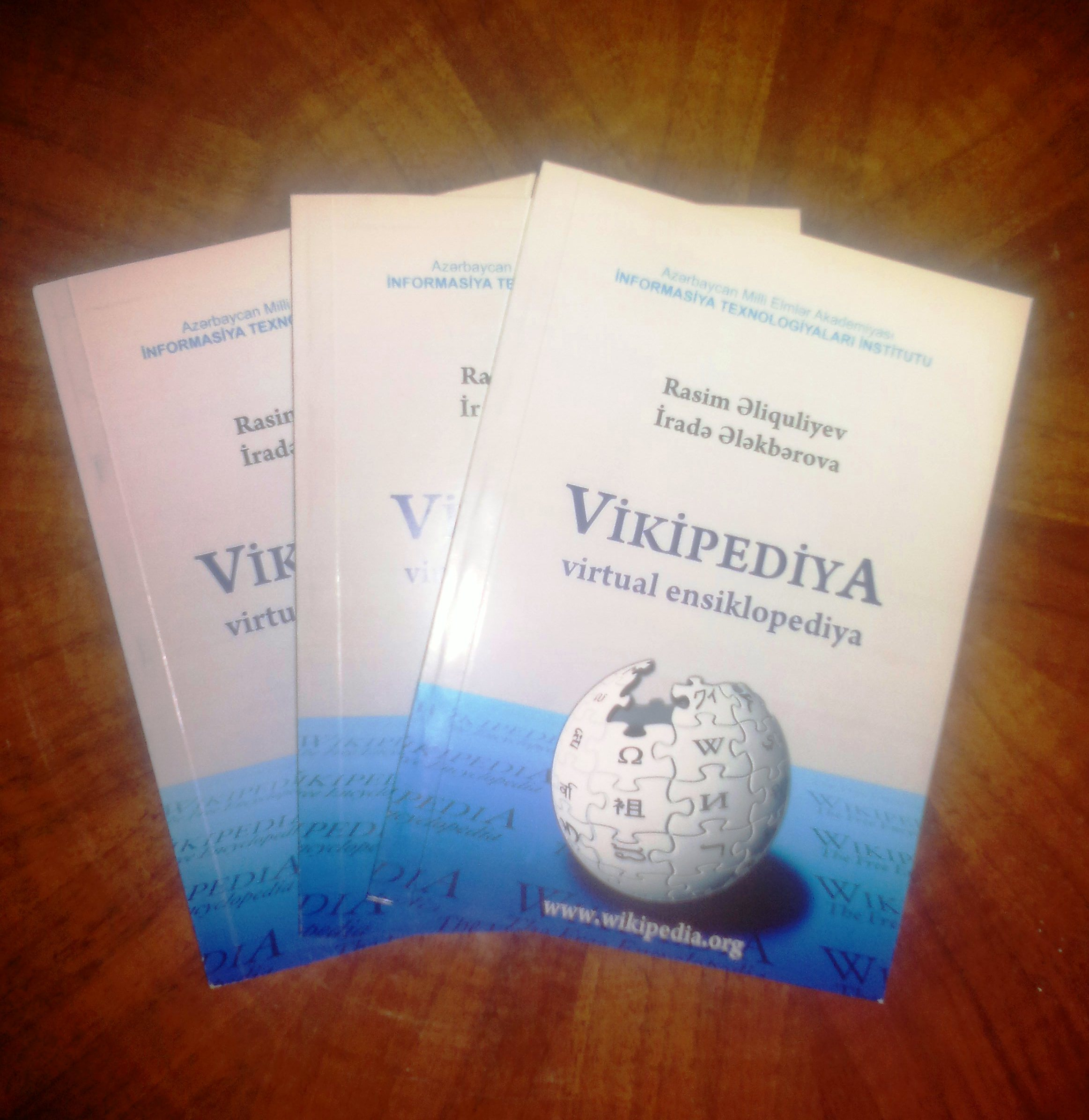
Экземпляры книги «Википедия. Виртуальная энциклопедия»

В июне 2010 года в Баку в издательстве Института информационных технологий Национальной Академии наук Азербайджана была издана книга «Википедия. Виртуальная энциклопедия» на азербайджанском языке, где дана информация об истории создания Википедии, её нынешнем состоянии, о философии Википедии, деятельности Фонда Википедии, о дочерних проектах Википедии и о существенных проблемах Википедии.

### 2011
Википедия и её пользователи по всему миру проводили сотни праздничных мероприятий в честь 10-летия сайта 15 января. Сайт начал расширение своего роста в Индии, проведя свою первую конференцию в Мумбаи в ноябре 2011 года. Английская Википедия преодолела отметку в 3,6 млн статей 2 апреля и достигла 3,8 млн статей уже 18 ноября. 7 ноября 2011 года немецкая Википедия превысила 100 миллионов правок, став второй по количеству правок после английского издания, которое достигло 500 миллионов правок на 24 ноября 2011 года. Голландская Википедия превысила 1 млн статей 17 декабря 2011 года, заняв 4 место.
С 4 по 6 октября 2011 года итальянская Википедия стала недоступна в знак протеста против итальянского парламента, предложившего DDL intercettazioni, который, в случае одобрения, позволил бы любому человеку удалять информацию, которая воспринимается как ложное или оскорбляющая, без необходимости предоставления доказательств.
Также в октябре 2011 года Wikimedia объявила о запуске Wikipedia Zero с инициативой разрешить бесплатный мобильный доступ к Википедии в развивающихся странах на основе партнёрских отношений с операторами сотовой связи.

### 2012
16 января сооснователь Википедии Джимми Уэйлс объявил о том, что английская Википедия будет закрыта 18 января в течение 24 часов в рамках протеста, чтобы привлечь внимание общественности к предлагаемому Stop Online Piracy Act и PROTECT IP Act, двух антипиратских законов в рамках дебатов в Конгрессе Соединённых Штатов. Уэльс и другие противники законопроекта верили, что это подвергает опасности свободу слова и онлайн-инновации. Подобный протест был проведён 10 июля в русскоязычном разделе Википедии в знак протеста против закона «О регулировании Интернета».
В конце марта 2012 года Wikimedia Deutschland анонсировала Wikidata, универсальную платформу для обмена данными между всеми языковыми версиями Wikipedia. Проект был частично профинансирован компаниями Google, фондом Гордона и Бетии Мур и исследовательским институтом Аллена по развитию искусственного интеллекта. Wikimedia Deutschland взяла на себя ответственность за первый этап Wikidata и изначально планировала сделать платформу доступной для редакторов до декабря 2012 года. Первая фаза Wikidata полностью вступила в силу в марте 2013 года.

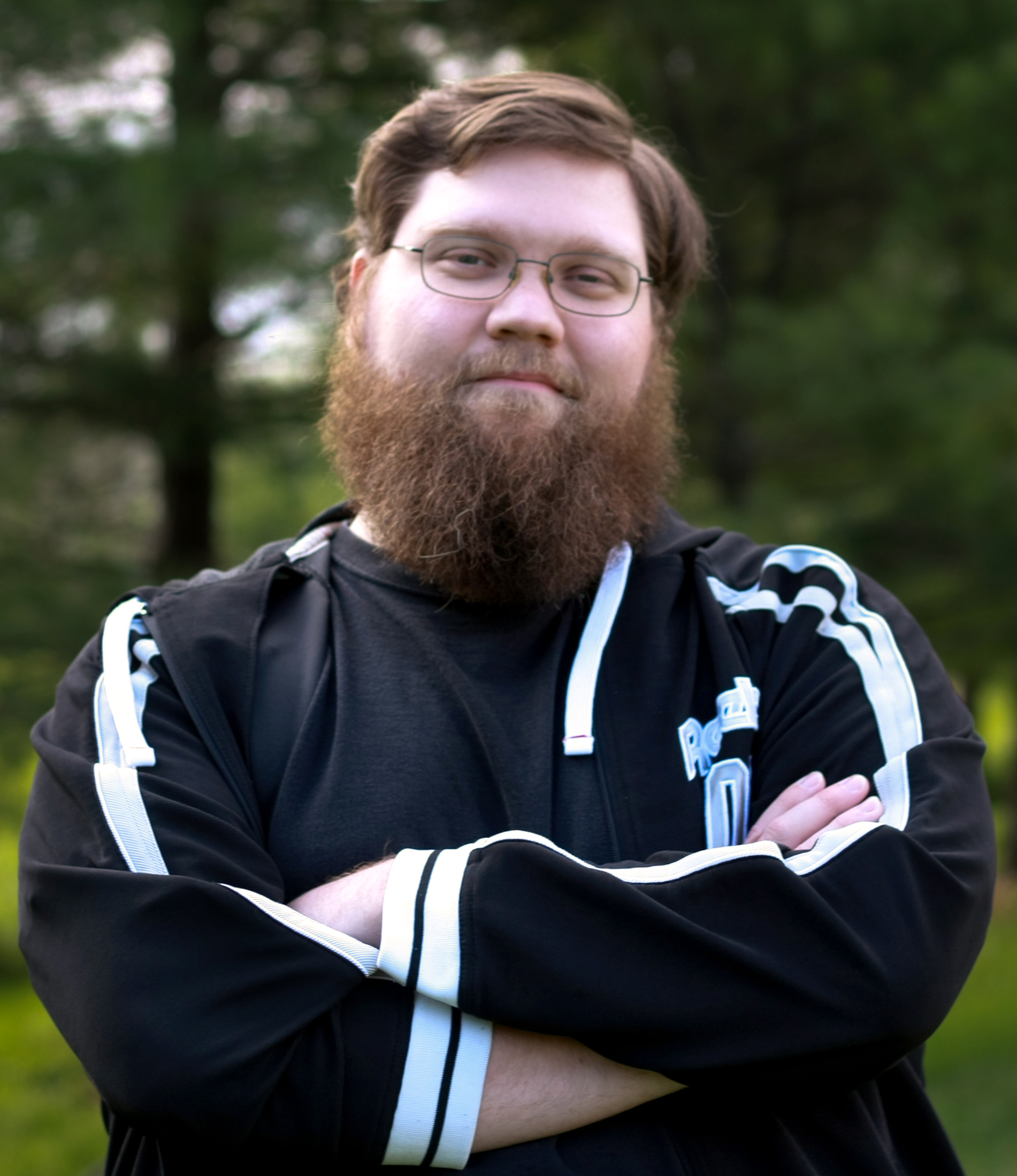
Джастин Нэпп

В апреле 2012 года Джастин Нэпп из Индианаполиса, штат Индиана, стал первым человеком, сделавшим один миллион правок в Википедии. Джимми Уэйлс поздравил Неппа за его работу и вручил ему Special Barnstar медаль и Golden Wiki-премию за его достижение. Уэльс также объявил, что теперь 20 апреля будет «Justin Knapp Day».
13 июля 2012 в английской Википедии была опубликована 4-миллионная статья, Izbat al-Burj. В октябре 2012 года историк и редактор «Википедии» Ричард Дж. Дженсен высказал мнение, что английская Википедия «близится к завершению», отмечая, что число регулярно активных редакторов значительно сократилось начиная с 2007 года, несмотря на бурный рост читательской аудитории.
По данным Alexa Internet, Википедия стала шестым самым популярным сайтом по состоянию на ноябрь 2012 года. По версии Dow Jones, Wikipedia заняла пятое место в мире по состоянию на декабрь 2012 года.

### 2013
22 января 2013 года итальянская Википедия достигла 1 миллиона статей, заняв 5 место по количеству статей. В то же время российская и испанская Википедия получили свои миллионные статьи 11 и 16 мая, соответственно. 15 июля шведская, а 24 сентября и польская Википедия получила свои миллионные статьи, заняв восьмое и девятое место, соответственно.
27 января астероид 274301 главного пояса астероидов был официально переименован в «Wikipedia».
Первая фаза базы данных Wikidata, автоматически обеспечивающая межъязыковые ссылки и другие данные, стала доступна для всех языковых изданий в марте 2013 года.
В апреле 2013 года французская секретная служба была обвинена в попытке ввести цензуру после угроз Википедии арестом, если та не удалит «секретную информацию» о военной радиостанции Пьер-сюр-От.
В июле была запущена система редактирования Visual Editor, образуя первый этап, позволяющий редактировать статьи с использованием Wiki Markup. Также запущен редактор для смартфонов и других мобильных устройств.

### 2014
Печатное издание английской Википедии, включающее более 1000 томов и более 1 100 000 страниц, была издана немецкими авторами Википедии в 2014 году. Проект финансировался через indiegogo и был предназначен как дань уважения редакторам Википедии. 22 октября 2014 года был построен первый памятник Википедии в польском городе Слубице.

### 2015
В середине 2015 года Википедия стала 7 по популярности сайтом в мире, по данным Alexa Internet, сместившись на одну позицию вниз, по сравнению с ноябрем 2012 года. В начале 2015 года Википедия остаётся крупнейшей онлайн-энциклопедией, с более чем 36 млн статей во всех 291 языковых версиях В среднем, Википедию просматривают более 10 млрд раз 495 миллионов уникальных посетителей каждый месяц, в том числе 85 миллионов посетителей из одних только Соединённых Штатов, где она является шестым по популярности сайтом.
Художник и программист Майкл Мандиберг, по состоянию на 7 апреля 2015 года, распечатал 7473 тома Википедии, каждый том содержит 700 страниц. 12 июля того же года проект был завершён: 7600 томов Википедии были загружены на ресурс Lulu.com, откуда они свободно могут быть распечатаны любым пользователем.

### 2016
19 января 2016 года японская Википедия превысила отметку в миллион статей и стала тринадцатой Википедией, которая достигла этого рубежа. Миллионная статья была 波号第二百二十四潜水艦 (подводная лодка времен Второй мировой войны Императорского флота Японии)
В середине 2016 года Wikipedia снова стала шестым по популярности веб-сайтом в мире по версии Alexa Internet, поднявшись на одно место по сравнению с прошлым годом.
В октябре 2016 года мобильная версия Wikipedia приобрела новый облик.

### 2017
В середине 2017 года Wikipedia была названа пятым по популярности веб-сайтом в мире по версии Alexa Internet, поднявшись на одно место с позиции, которую она занимала в предыдущем году. Wikipedia Zero была сделана доступной в Ираке и Афганистане.
29 апреля 2017 года турецкие власти заблокировали доступ к Википедии на всех языках по всей Турции. Зашифрованная японская Википедия была заблокирована в Китае с 28 декабря 2017 года.

### 2018
В течение 2018 года Википедия сохранила свой рейтинг пятого по популярности сайта в мире по версии Alexa Internet. Заметным событием стало использование искусственного интеллекта для создания проектов статей по пропущенным темам.
13 апреля 2018 года число статей на китайском языке в Википедии превысило 1 миллион, став четырнадцатой Википедией, которая достигла этого рубежа. Китайская Википедия была заблокирована в материковом Китае с мая 2015 года.
Позднее, 26 июня, португальская Википедия превысила отметку в миллион статей и стала пятнадцатой Википедией, которая достигла этого рубежа. Миллионной статьей был pt:Perdão de Richard Nixon (Прощение Ричарда Никсона).

### 2019
23 апреля 2019 года китайские власти расширили блокировку Википедии до версий на всех языках. Время блокировки совпадает с 30-й годовщиной протестов на площади Тяньаньмэнь и 100-летием движения 4 мая, что привело к ужесточению интернет-цензуры в Китае.
В августе 2019 года согласно рейтингу популярности сайтов в мире по версии Alexa Internet Википедия переместилась с пятого на седьмое место.
17 ноября 2019 года арабская Википедия превысила рубеж в миллион статей, став шестнадцатой Википедией, превысившей данный рубеж.

### 2020
23 января 2020 года английский раздел Википедии перешагивает рубеж в 6 000 000 статей.
23 марта 2020 года украинская Википедия превысила отметку в миллион статей, став 17-й Википедией по данным критериям. Миллионная статья — uk:Одетта (співачка) (Холмс, Одетта). 28 июля того же года египетско-арабская Википедия становится 18-й в списке всех языковых версий, в которых свыше миллиона статей.

## История по предметной области

### Железо и ПО
- В январе 2002 года был введён «Phase II» из программного обеспечения Вики, заменяя старый UseModWiki. Написанный Магнусом Манске специально для проекта, он включал PHP вики-движок.
- В июле 2002 года состоялась переделка программного обеспечения, используемого в Википедии; «Phase III» заменил старшую версию «Phase II», и стал называться MediaWiki. Он был написан Ли Дэниелом Крокером в ответ на увеличивающиеся требования растущего проекта.
- В октябре 2002 года Дерек Рамсей начал использовать «бот», или программу, добавляя большое количество статей о городах Соединённых Штатов; эти статьи были созданы автоматически из американских данных переписи. Иногда подобные боты использовались ранее для других тем. Эти статьи хорошо получались, но некоторые пользователи критиковали их за однородность и одинаковый стиль написания.
- В январе 2003 года была добавлена поддержка математических формул TeX. Код внёс Tomasz Wegrzanowski.
- 9 июня 2003 года — ISBN в статьях теперь ссылаются на страницу Special:Booksources, который приводит их содержание из источников страницы Wikipedia:Book. Ранее адреса ссылки ISBN были закодированы, а новые предлагались на странице Wikipedia:ISBN.
- После 6 декабря 2003 года различные системные сообщения, показываемые пользователям Википедии, больше не были столь сложно кодированы, что позволяло администраторам Википедии изменить определённые части интерфейса Медиавики, например, сообщения, которые показываются блокированным пользователям.
- 12 февраля 2004 года серверные были перемещены из Сан-Диего, Калифорния в Тампу, Флорида.
- 29 мая 2004 года все различные веб-сайты были обновлены до новой версии программного обеспечения MediaWiki.
- С 3 июня 2004 года администраторы могли изменять стиль интерфейса, изменяя CSS в единой таблице стилей MediaWiki:Monobook.css.
- 7 июня 2005 года в 15:00 по Восточному Стандартному Времени (США) большая часть серверов Викимедиа переносились через улицу в новое место. Все проекты Викимедиа в это время были приостановлены.

### Внутренняя структура
- В апреле 2001 года Уэйлс формально определяет «нейтральную точку зрения», основную непродажную редакционную политику Википедии, переформулировку политики «Нехватки Уклона», подчёркнутую Сэнгером для Нупедии весной или летом 2000, в котором было много похожих основных принципов.
- В феврале 2002 года проблемы по риску предстоящей цензуры и коммерциализации Bomis Inc (первоначального владельца Википедии), принудили большинство участников испанской Википедии отделиться и независимо установить свою как Enciclopedia Libre. После разъяснения состояния Википедии и её некоммерческой природы позже в том же году, переговоры о слиянии компаний Enciclopedia Libre и повторно основанной испанской Википедией изредка имели место в 2002 и 2003, но никаких выводов не было сделано. На июль 2007 года, эти проекты продолжают сосуществовать как существенные источники справочной информации на испанском языке, приблизительно с 36 700 статьями (EL) и 248 800 статьями (Исп. В) соответственно.
- Также, в 2002 году политика и стилевые проблемы были разъяснены с созданием Руководства по Стилю, наряду с множеством других политик и рекомендаций.
- В июле 2003 года введено правило против редактирования пользователем своей биографии.
- 28 октября 2003 года случилась первая «настоящая» встреча Википедистов в Мюнхене. Встречи последовали в других городах, и скоро множество регулярных встреч Википедистов было установлено по всему миру. Также, с тех пор возникли несколько интернет-сообществ, включая одно на популярном веб-сайте LiveJournal.
- С 10 июля до 30 августа 2004 года ссылки «Wikipedia:Browse» и «Wikipedia:Browse by overview», находившиеся прежде на Главной Странице, были заменены ссылками к кратким обзорам. 27 августа 2004 года был запущен Портал Сообщества, служащий центром усилий сообщества.
- В мае 2006 года в английской Википедии была введена новая особенность «oversight», разрешая группе высоко доверенных пользователей стирать страницы, содержащие нарушения авторских прав или клеветническую или личную информацию. До этого удалять страницы было трудоёмко, также, удалённые версии оставались видимыми другим администраторам и могли быть восстановлены ими.
- В апреле 2007 года в результате 4 месяцев пересмотра политики рабочей группой из нескольких сотен редакторов сообщество проголосовало за объединение основных политик Википедии в одну основную политику. Предложение не получало согласия; существенное представление стало очевидным, что существующая структура трёх сильных, сосредоточенных политик, охватывающих соответствующие области, часто виделась как более полезная для проверки качества, чем одна объединённая.

### Проекты и достопримечательности
- В декабре 2002 года был создан первый родственный проект — Викисловарь; Он использует то же программное обеспечение, что и Википедия.
- 20 июня 2003 года, в тот же день, когда был основан Фонд Викимедиа, создан Викицитатник. Месяц спустя запущен «Wikibooks». Викитека будет установлена к концу года.
- 20 апреля 2004 года в английском разделе насчитывается 250 000 статей
- 7 июля 2004 года количество статей на английском языке достигает 300 000.
- 20 ноября 2004 года в английском разделе насчитывается 400 000 статей.
- В мае 2005 года Википедия, согласно компании Hitwise, становится самым популярным справочным веб-сайтом в Интернете, опуская Dictionary.com на второе место.
- 29 сентября 2005 года количество статей английской Википедии переходит отметку в 750 000.
- 15 августа 2006 года Фонд Викимедиа запускает Викиверситет.

### Финансирование
- Один из первых сборов средств был проведён с 18 февраля до 1 марта 2005 года и собрал $94 000, превзойдя ожидания на $21 000.
- 6 января 2006 года закончился сбор Q4 2005, собрав в общей сложности более $390 000.
- В июне 2007 года было объявлено, что Немецкая Википедия будет финансироваться государством.

## Другие примечательные события

### Блокировка Википедии
Были случаи, когда Википедия блокировалась национальными властями. До настоящего времени они связаны с КНР, Ираном, Турцией, Тунисом, Узбекистаном и Сирией.

#### Континентальный Китай
Китайская Википедия блокировалась уже неоднократно. Впервые доступ пользователей из КНР к серверам Викимедии был заблокирован с 2 по 21 июня 2004. Это связывают с 15-й годовщиной событий на площади Тяньаньмэнь 4 июня 1989 года.
Второй раз доступ к Википедии из Китая был ограничен с 23 по 27 сентября 2004. Однако это ограничение не носило всеобъемлющего характера и затронуло не всех пользователей в Китае. Причины этой блокировки до сих пор неизвестны.
Третья блокировка действовала с 19 октября 2005 года по 10 ноября 2006 года.

#### Иран
Доступ к Википедии для пользователей из Ирана был закрыт 3 декабря 2006 года, одновременно с другими популярными сайтами, такими, как YouTube и IMDB. Считается, что эта блокировка связана с развёрнутой в стране кампанией по борьбе с влиянием западной культуры.

#### Сирия
Доступ к арабской Википедии был закрыт с 30 апреля 2008 года по 13 февраля 2009 г.

#### Турция
Блокирование доступа к Википедии на территории Турции началось 29 апреля 2017 года. Доступ был ограничен в соответствии с законом № 5651, поводом для блокировки стала размещённая в вики-статьях о государственном терроризме информация о том, что Турция спонсировала ИГИЛ и Аль-Каиду.

#### Тунис
Веб-сайт Викимедиа был заблокирован на несколько дней (23—27 ноября, 2006) в Тунисе.

#### Узбекистан
27 декабря 2011 года в Узбекистане были блокированы Википедия (все языковые разделы), Mail.Ru и множество других сайтов.
С 17 февраля 2012 года в Узбекистане заблокирована Узбекская Википедия.

### Другие государственные и ведомственные ограничения
В ноябре 2007 года Министерство юстиции Нидерландов временно запрещало своим сотрудникам пользоваться Википедией. Причиной запрета стали многочисленные выявленные случаи редактирования на рабочем месте статей энциклопедии, связанных с освещением деятельности политических партий, нарушений членами королевской семьи правил дорожного движения, а также статей, имеющих непристойный характер.

### Снижение числа авторов
В 2008 году два исследования теоретически предсказывали, что рост Википедии является устойчивым. Вместе с тем, по результатам исследования, опубликованного в American Behavioral Scientist, число редакторов Wikipedia на английском языке неуклонно снижается: с 56 тыс. в 2007 до 35 тыс. в 2012. Автор исследования Аарон Халфакер из Университета Миннесоты считает, что снижение связано c усложнившейся процедурой создания статей и внесения поправок в уже существующие:

Некоторые изменения, сделанные сообществом Wikipedia, чтобы поддерживать качество и последовательность изложения материала, <…> отрицательно сказались на росте авторского коллектива, хотя изменения были нацелены как раз на рост.

## История Википедии в картинках

Темп роста статей РуВики, без учёта перенаправлений и неоднозначностей. Скачки указывают на крупные ботозаливки

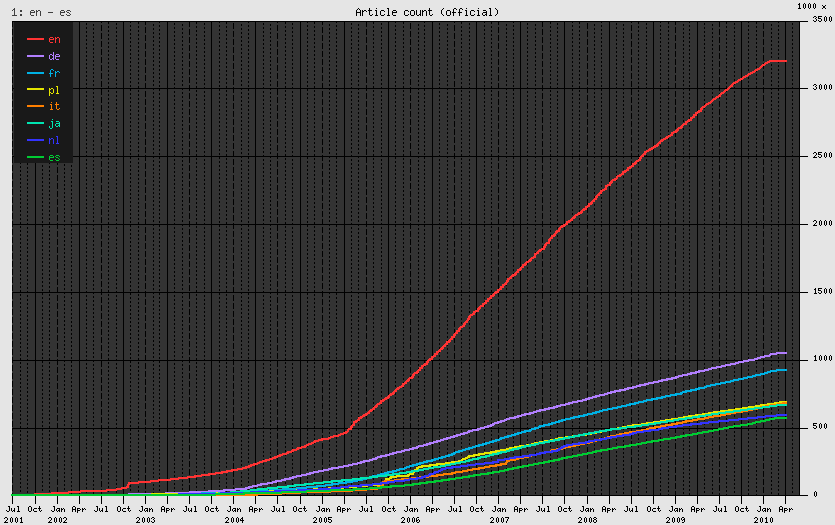
Рост восьми крупнейших Википедий с июля 2001 до апреля 2010 года

| Дата              | Количество, тыс. |
| Апрель 2003       | 125              |
| Апрель 2004       | 250              |
| Март 17, 2005     | 500              |
| Март 1, 2006      | 1000             |
| Сентябрь 10, 2007 | 2000             |
| ----------------- | ---------------- |

| Дата          | Количество, тыс. |
| Декабрь 2004  | 10               |
| Декабрь 2005  | 50               |
| Август 2006   | 100              |
| Март 2007     | 150              |
| Сентябрь 2007 | 200              |
| Март 2008     | 250              |
| Июль 2008     | 300              |
| Январь 2009   | 350              |
| Февраль 2010  | 500              |
| Октябрь 2010  | 600              |
| Апрель 2011   | 700              |
| ------------- | ---------------- |